# Tielen

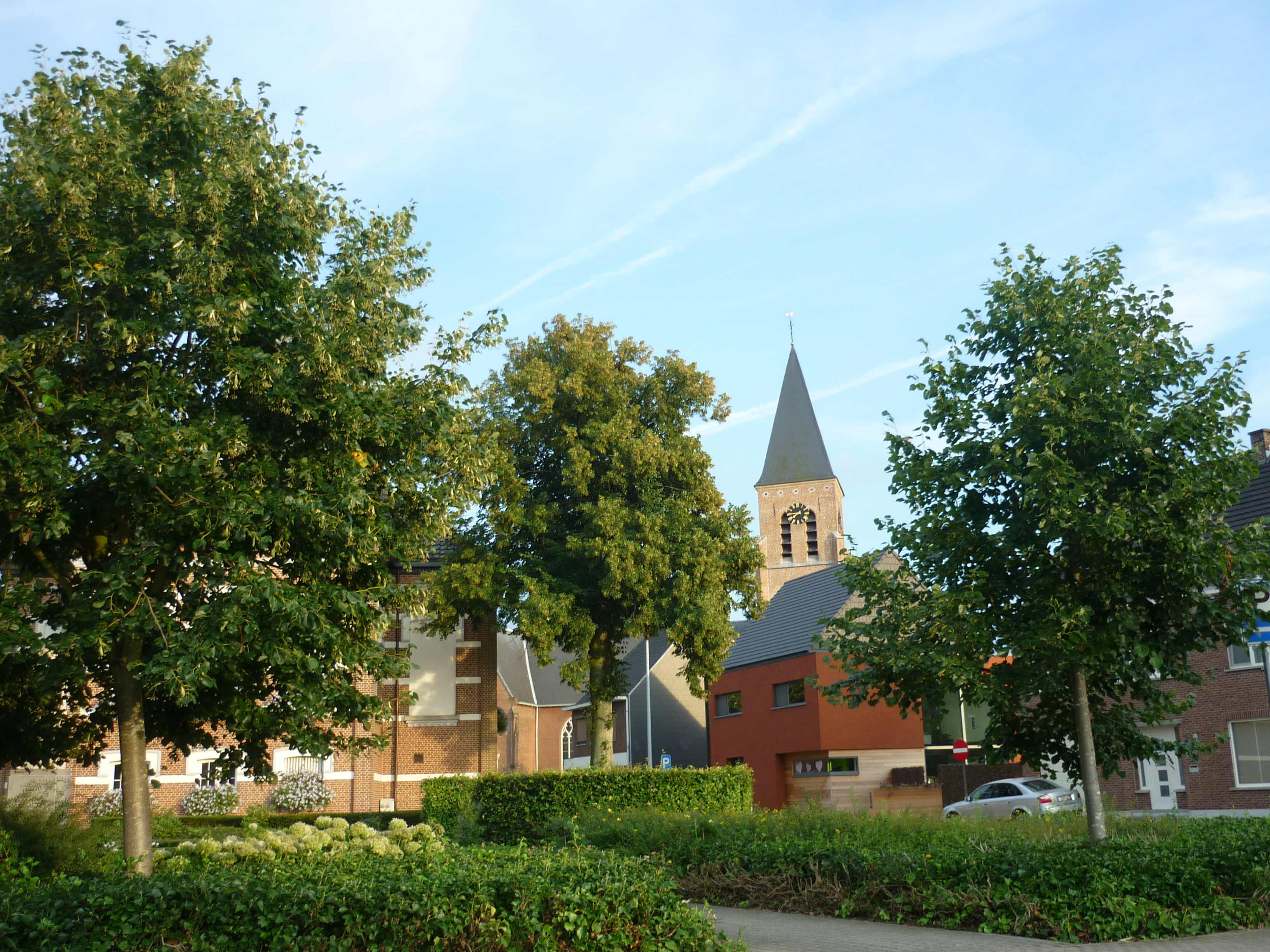
Tielens centrum

Tielen är en by i kommunen Kasterlee i provinsen Antwerpen i Flandern i norra Belgien med omkring 3 900 invånare.